# St. Walburga (Porta Westfalica)

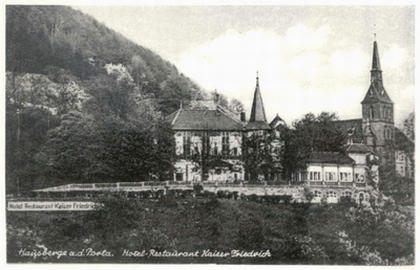
Rechts: Die frühere St. Walburga-Kirche in Hausberge, die im Herbst 1967 abgerissen wurde. Der kleinere linke Turm gehörte zum Hotel Kaiser Friedrich.

St. Walburga ist eine römisch-katholische  Kirchengemeinde. Das Gemeindezentrum liegt in Hausberge, einem Stadtteil von Porta Westfalica. Die Diasporagemeinde (ca. 2800 Gemeindemitglieder, 105 km²) gehört zum pastoralen Raum WerreWeser im Dekanat Herford-Minden des Erzbistums Paderborn.

## Das Gemeindezentrum
Das Gemeindezentrum entstand nach einem Entwurf des Architekten Emil Steffann aus Bad Godesberg. Einer seiner Schüler, der spätere Prof. Gisberth M. Hülsmann, zeichnete das Gemeindezentrum nach Steffann's Entwurf und führte den 1968 begonnenen Bau nach dessen Tod weiter. Am 14. Juni 1970 wurde das Gemeindezentrum fertiggestellt und die Kirche vom damaligen Weihbischof Johannes Joachim Degenhardt konsekriert.

## Baubeschreibung
Das Gemeindezentrum musste auf einem schmalen, steilen, langgezogenen Grundstück mit einer Straßenfront von nur 17 Metern errichtet werden. Das Raumkonzept des Gemeindezentrums wurde in einem ersten Gespräch zwischen Pfarrer Karl-Heinz Salm und Steffann entwickelt: Kirche mit Werktagskapelle, Foyer und Gemeinderäume, Pfarrerwohnung, alles möglichst ineinander verwoben und durch Dachwerk geschützt.
Auf Straßenniveau entstanden Garagen und Abstellräume; letztere beherbergen nach Umbauten das Pfarrbüro. Zwei Treppenanlagen führen auf einen Vorplatz, von dem aus der untere Saal, ein Mehrzweckraum und Lagerräume erreicht werden. Über weitere Treppenanlagen im Außen- und Innenbereich gelangt man auf die Ebene des sog. Paradieses, des überdachten Vorplatzes zwischen Kirche und Foyer.

### Der Kirchenraum
Man betritt die Kirche durch die niedrige Werktagskapelle, die wie eine Krypta wirkt und optisch vom Hauptraum durch ein Fußbodenband aus in Estrich gedrückten Kieseln getrennt ist. Der Altartisch der Kapelle ist aus Beton, an dem Spuren der Schalung sichtbar sind. Rechts daneben ragt der Tabernakel aus einem Mauerdurchbruch hervor.
Wie die Außenmauern des Gemeindezentrums ist der quadratische, an den Ecken abgerundete Hauptraum der Kirche aus unbehauenem, gelbbraun-rötlichem Kalkstein aus Hollage mit Trasskalk gemauert.
Im Blickpunkt des nach den Seiten hin leicht ansteigenden Hauptraumes steht die aus der Raummitte zur Ostwand hin versetzte Altarinsel, über der ein Leuchter mit einem Durchmesser von ca. 8 Meter zu schweben scheint. Um die Altarinsel gruppieren sich in einem 3/4-Kreis die Stuhlreihen für die Gottesdienst-Teilnehmer.
An den Wänden sind zwölf Leuchter angebracht, die für die Apostel als Fundament und Säulen der Kirche stehen. Ein schmales Lichtband unterhalb der Decke verläuft um drei Seiten des Kirchenraumes. Das einfallende Licht wird durch schwarzlotgefärbte Scheiben gedämpft. Eine Holzdecke schließt den Innenraum ab.
In Anlage, Körper und Raum ähnelt St. Walburga der Kirche St. Laurentius in Köln-Lindenthal (Emil Steffann, 1962).

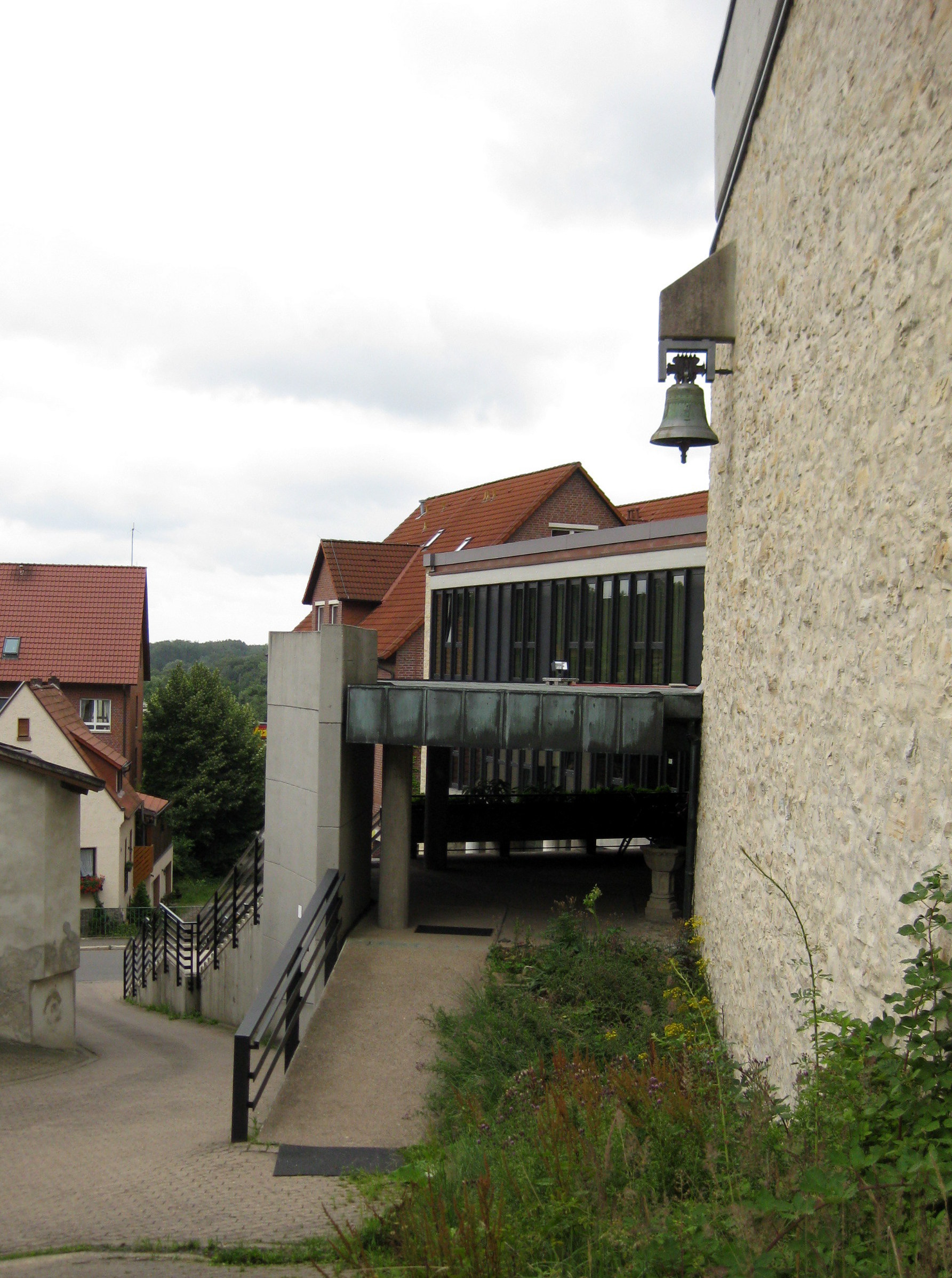
Zufahrt zum „Paradies“
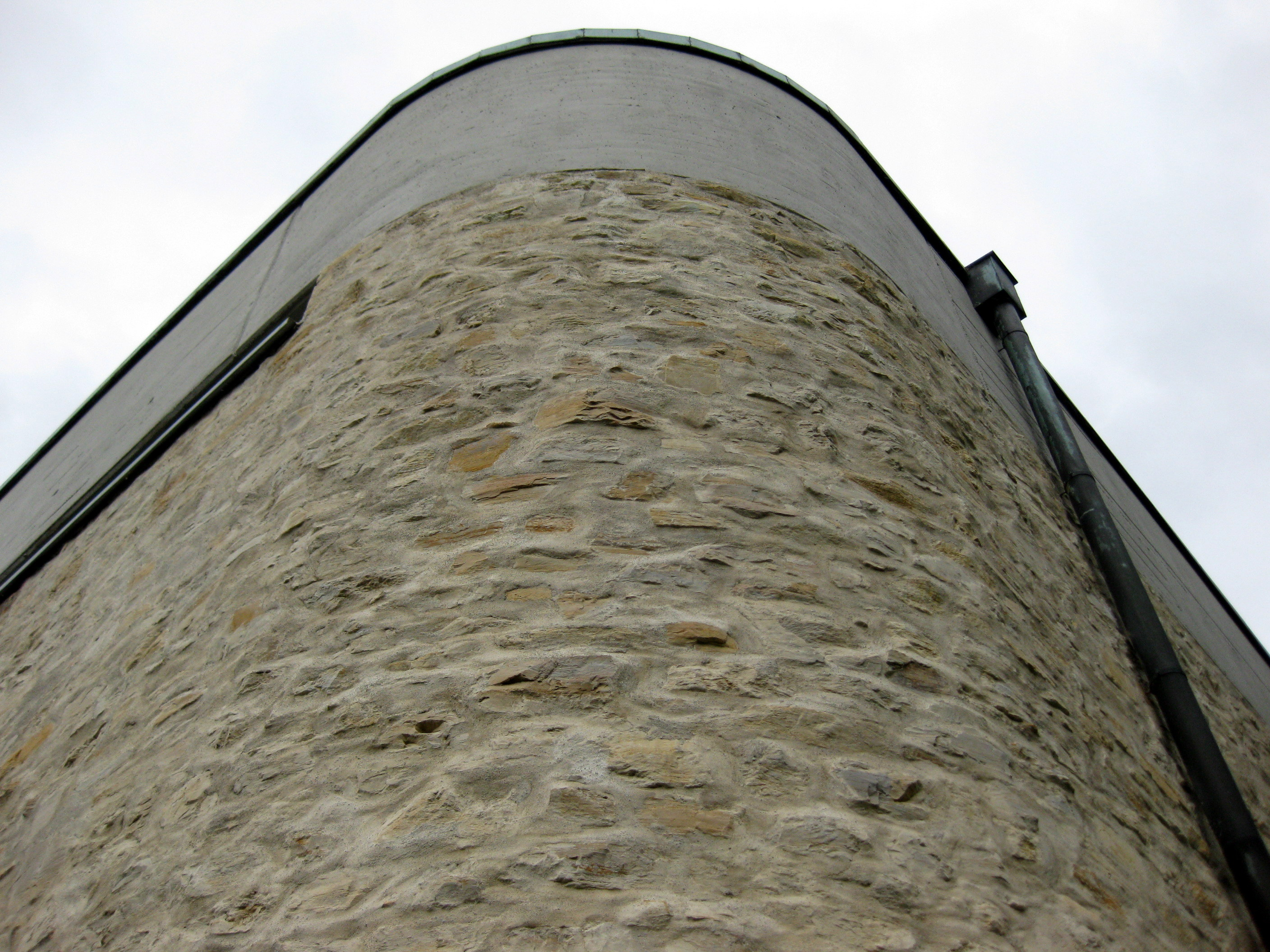
Baudetail Ecke, Bruchsteinmauer
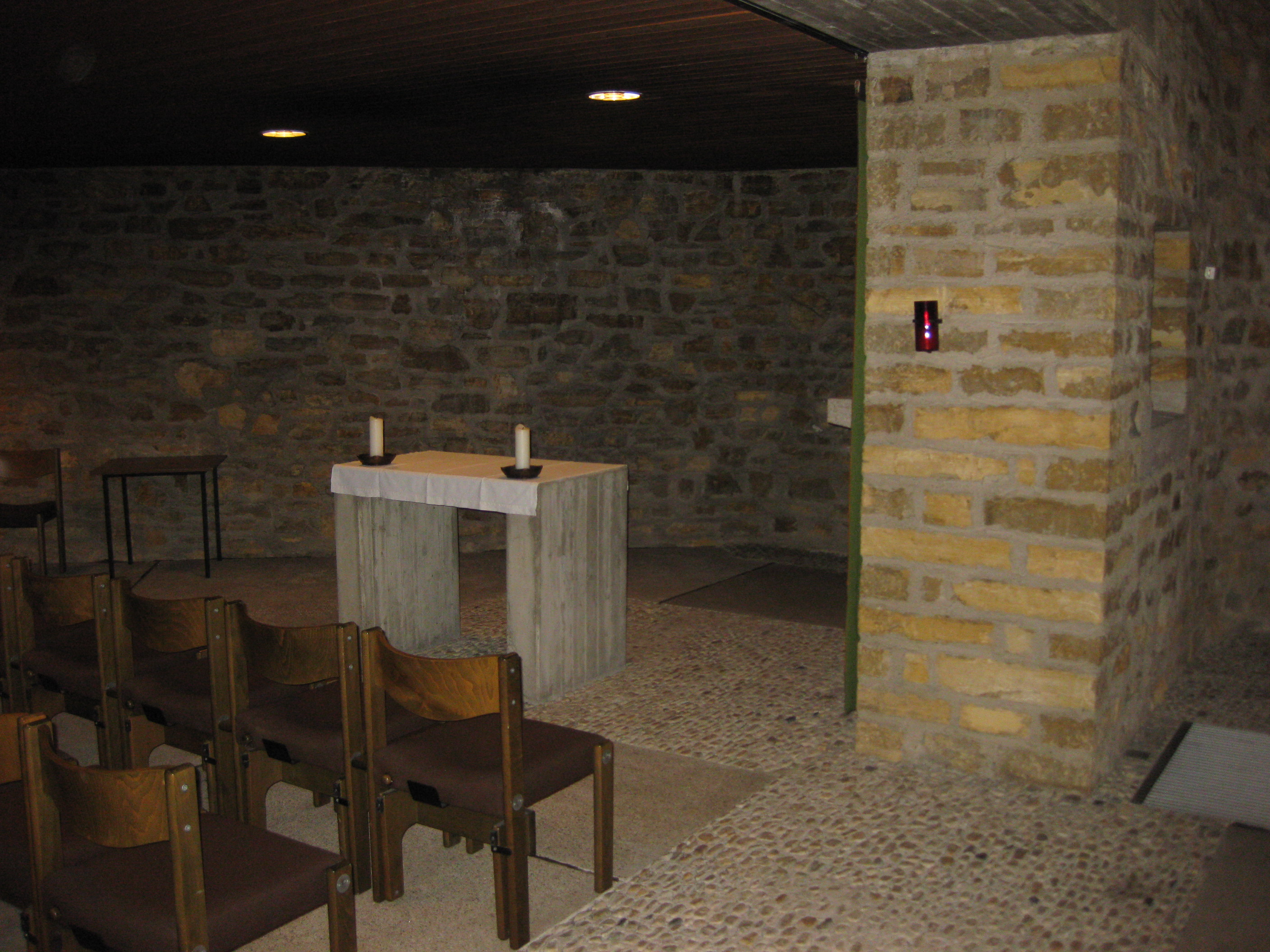
Werktagskapelle

### Figuren und Wandbehänge
Im Gemeindezentrum gibt es einige Skulpturen der Geschwister Degen: den Schmerzensmann im Süden des Paradieses, die Marienstatue auf einem Pyramidenstumpf in der Werktags-Kapelle und die Kirchenpatronin St. Walburga neben dem Hauptausgang.
Die Wandbehänge an der Ostwand des Raumes – Werke der Künstlerin Grete Badenheuer aus Essen – können zu den Festzeiten des Kirchenjahres gewechselt werden. Es existieren u. a. Wandteppiche der Geburt Christi, des Schmerzensmanns für die Fastenzeit, des Osterlamms, der Schöpfung, des Zachäus auf dem Baum und der Arche als Sinnbild der Kirche. Der größte Behang an der Südwand zeigt den auferstandenen Christus.
Hubert Teschlade schuf 1984 das Standkreuz. Es besteht aus versilbertem Kupferblech und hält in der Mitte einen Bergkristall.

### Orgel
Die Orgel baute Michael Braun zur Einweihung der Kirche. Das Hauptwerk umfasst acht, das Pedal vier Register. 1995 wurde die Orgel um ein Schwellwerk mit acht Registern und um ein zweites Manual erweitert.

### Glocke
Die St. Walburga-Glocke an der Südfassade stammt aus dem Jahr 1928. Sie wurde als Ersatz für die 1917 im Ersten Weltkrieg eingeschmolzene Glocke gegossen. Die lateinische Inschrift lautet Arceat Walburga Patrona miseram sortem qua fracta cecidit ea quae ante me sonuit illius gloriam (deutsch: Abwehren möge die Patronin Walburga das traurige Schicksal, durch das zerbrochen die herabfiel, welche vor mir deren Ruhm erschallen ließ).